# World Surf League 2022
La World Surf League 2022 è stata la serie di competizioni organizzata dalla World Surf League, l'organizzazione internazionale che governa il surf professionistico, nel 2022. Iniziata il 29 gennaio 2022 e terminata il 16 settembre dello stesso anno, essa ha compreso il Championship Tour (il campionato più importante, a tavola corta), le Challenger Series (sia per tavola corta che per tavola lunga), e in altri tour come il Big Wave Tour, il Longboard Tour, il Junior Tour e altri ancora.
Ogni Championship Tour è stato svolto nelle due categorie, maschile e femminile, ed è stato composto da 11 eventi, sia maschili che femminili. In entrambi i casi, i piazzamenti nei primi dieci eventi per ogni concorrente sono stati utilizzati per determinare i 5 partecipanti ammessi alle Finals, i vincitori delle quali sono stati nominati campioni assoluti maschili e femminili per il 2022 e indicati dalla lega come "Campioni del Mondo". Ad aggiudicarsi il titolo di campione e campionessa mondiale sono stati quindi, per questa edizione, il brasiliano Filipe Toledo e l'australiana Stephanie Gilmore.
Grazie all'allentamento della pandemia di COVID-19, a causa della quale era stata cancellata  la stagione 2020 e il numero delle gare della stagione 2021 era stato diminuito a 8, nella stagione 2022 sono state ripristinate competizioni temporaneamente rimosse dal calendario, come la Pro Jeffreys Bay, in Sudafrica, e la Pro Bells Beach, in Australia.

## Programma
Di seguito il programma dei campionati maschili e femminili della World Surf League 2022.
| Gara | Data                     | Evento                     | Luogo                                            |
| ---- | ------------------------ | -------------------------- | ------------------------------------------------ |
| 1    | 29 gennaio - 10 febbraio | Billabong Pro Pipeline     | Banzai Pipeline, Oahu, Hawaii                    |
| 2    | 11 - 23 febbraio         | Hurley Pro Sunset Beach    | Sunset Beach, Oahu, Hawaii                       |
| 3    | 3 - 13 marzo             | MEO Portugal Pro           | Supertubos, Peniche, Portogallo                  |
| 4    | 10 - 20 aprile           | Rip Curl Pro Bells Beach   | Bells Beach, Victoria, Australia                 |
| 5    | 24 aprile - 4 maggio     | Margaret River Pro         | Margaret River, Australia Occidentale, Australia |
| 6    | 28 maggio - 6 giugno     | Quiksilver/ROXY Pro G-Land | G-Land, Banyuwangi, Indonesia                    |
| 7    | 12 - 20 giugno           | Surf City El Salvador Pro  | Punta Roca, La Libertad, El Salvador             |
| 8    | 23 - 30 giugno           | Oi Rio Pro                 | Saquarema, Rio de Janeiro, Brasile               |
| 9    | 12 - 21 luglio           | Corona Open J-Bay          | Jeffreys Bay, Capo Orientale, Sudafrica          |
| 10   | 11 - 21 agosto           | Outerknown Tahiti Pro      | Teahupo'o, Tahiti, Polinesia francese            |
| 11   | 8 - 16 settembre         | Rip Curl WSL Finals        | San Clemente, California, Stati Uniti d'America  |

## Risultati dei singoli eventi
| Gara | Evento                     | Primo classificato | Secondo classificato | Prima classificata  | Seconda classificata |
| ---- | -------------------------- | ------------------ | -------------------- | ------------------- | -------------------- |
| 1    | Billabong Pro Pipeline     | Kelly Slater       | Seth Moniz           | Moana Jones Wong    | Carissa Moore        |
| 2    | urley Pro Sunset Beach     | Barron Mamiya      | Kanoa Igarashi       | Brisa Hennessy      | Malia Manuel         |
| 3    | MEO Portugal Pro           | Griffin Colapinto  | Filipe Toledo        | Tatiana Weston-Webb | Lakey Peterson       |
| 4    | Rip Curl Pro Bells Beach   | Filipe Toledo      | Callum Robson        | Tyler Wright        | Carissa Moore        |
| 5    | Margaret River Pro         | Jack Robinson      | John John Florence   | Isabella Nichols    | Gabriela Bryan       |
| 6    | Quiksilver/ROXY Pro G-Land | Jack Robinson      | Filipe Toledo        | Johanne Defay       | Carissa Moore        |
| 7    | Surf City El Salvador Pro  | Griffin Colapinto  | Filipe Toledo        | Stephanie Gilmore   | Lakey Peterson       |
| 8    | Oi Rio Pro                 | Filipe Toledo      | Samuel Pupo          | Carissa Moore       | Johanne Defay        |
| 9    | Corona Open J-Bay          | Ethan Ewing        | Jack Robinson        | Tatiana Weston-Webb | Tyler Wright         |
| 10   | Outerknown Tahiti Pro      | Miguel Pupo        | Kauli Vaast          | Courtney Conlogue   | Brisa Hennessy       |
| 11   | Rip Curl WSL Finals        | Filipe Toledo      | Ítalo Ferreira       | Stephanie Gilmore   | Carissa Moore        |

## Risultati del campionato maschile 2022
I punti sono assegnati utilizzando il sistema seguente:
| Posizione | 1      | 2     | 3     | 5     | 9     | 17    | 33  | INF | PAR | ASS |
| --------- | ------ | ----- | ----- | ----- | ----- | ----- | --- | --- | --- | --- |
| Punti     | 10 000 | 7 800 | 6 085 | 4 745 | 3 320 | 1 330 | 265 | 265 | 265 | 0   |

| Classifica                | +/-     | Atleta                     | WCT 1 | WCT 2 | WCT 3 | WCT 4 | WCT 5 | WCT 6 | WCT 7 | WCT 8 | WCT 9 | WCT 10 | Finals | Punti  |
| ------------------------- | ------- | -------------------------- | ----- | ----- | ----- | ----- | ----- | ----- | ----- | ----- | ----- | ------ | ------ | ------ |
| 1                         | Stabile | Filipe Toledo (BRA)        | 9     | 9     | 2     | 1     | 9     | 2     | 2     | 1     | 9     | 17     | 1      | 54.690 |
| 2                         | Stabile | Ítalo Ferreira (BRA)       | 9     | 17    | 3     | 5     | 5     | 9     | 3     | 3     | 5     | 17     | 2      | 40.460 |
| 3                         | Stabile | Jack Robinson (AUS)        | 17    | 5     | 17    | 3     | 1     | 1     | 5     | 9     | 2     | 9      | 3      | 51.345 |
| 4                         | Stabile | Ethan Ewing (AUS)          | 17    | 3     | 17    | 3     | 3     | 9     | 5     | 9     | 1     | 9      | 4      | 44.290 |
| 5                         | Stabile | Kanoa Igarashi (JPN)       | 5     | 2     | 5     | 17    | 17    | 5     | 5     | 17    | 3     | 5      | 5      | 40.270 |
| 6                         | Stabile | Miguel Pupo (BRA)          | 3     | 33    | 9     | 5     | 9     | 9     | 17    | 5     | 9     | 1      |        | 40.185 |
| 7                         | Stabile | Griffin Colapinto (USA)    | 17    | 17    | 1     | 17    | 5     | 5     | 1     | 17    | 9     | 9      |        | 40.120 |
| 8                         | Stabile | Caio Ibelli (BRA)          | 3     | 3     | 17    | 17    | 9     | 17    | 9     | 9     | 9     | 3      |        | 34.195 |
| 9                         | Stabile | Connor O'Leary (AUS)       | 17    | 9     | 9     | 9     | 17    | 3     | 9     | 5     | 5     | 9      |        | 33.505 |
| 10                        | Stabile | Callum Robson (AUS)        | 9     | 17    | 9     | 2     | 9     | 17    | 5     | 5     | 9     | 17     |        | 33.230 |
| 10                        | Stabile | Samuel Pupo (BRA)          | 5     | 17    | 17    | 9     | 9     | 9     | 17    | 2     | 5     | 9      |        | 33.230 |
| 12                        | Stabile | John John Florence (US-HI) | 5     | 17    | 3     | 5     | 2     | 9     | INF   | INF   | INF   | INF    |        | 32.015 |
| 13                        | Stabile | Matthew McGillivray (RSA)  | 17    | 9     | 33    | 33    | 3     | 5     | 9     | 9     | 9     | 5      |        | 30.450 |
| 14                        | Stabile | Jordy Smith (RSA)          | 9     | 9     | 5     | 17    | 5     | 17    | 9     | 17    | 5     | 9      |        | 30.175 |
| 15                        | Stabile | Kelly Slater (USA)         | 1     | 17    | 9     | 17    | 17    | 17    | INF   | INF   | 9     | 3      |        | 29.375 |
| 16                        | Stabile | Barron Mamiya (US-HI)      | 9     | 1     | 17    | 17    | 9     | 17    | 9     | INF   | 17    | 17     |        | 26.610 |
| 17                        | Stabile | Nat Young (USA)            | 17    | 9     | 9     | 9     | 5     | 17    | 17    | 9     | 9     | 17     |        | 25.355 |
| 18                        | Stabile | Jake Marshall (USA)        | 17    | 5     | 9     | 17    | 17    | 9     | 9     | 17    | 17    | 9      |        | 23.345 |
| 19                        | Stabile | Yago Dora (BRA)            | INF   | INF   | INF   | INF   | INF   | 17    | 9     | 3     | 3     | 5      |        | 22.625 |
| 20                        | Stabile | Kolohe Andino (USA)        | 17    | 9     | 5     | 9     | 9     | 9     | 17    | 17    | 17    | INF    |        | 22.015 |
| 21                        | Stabile | Jadson André (BRA)         | 33    | 9     | 17    | 17    | 9     | 5     | 17    | 17    | 17    | 9      |        | 21.355 |
| 22                        | Stabile | Seth Moniz (US-HI)         | 2     | 5     | 17    | 33    | 33    | INF   | INF   | INF   | 17    | 17     |        | 20.790 |
| 23                        | Stabile | Jackson Baker (AUS)        | 17    | 17    | 9     | 9     | 17    | 17    | 9     | 9     | 17    | 17     |        | 19.930 |
| 24                        | Stabile | Gabriel Medina (BRA)       | INF   | INF   | INF   | INF   | INF   | 3     | 3     | 17    | INF   | INF    |        | 17.220 |
| Taglio dopo metà stagione |         |                            |       |       |       |       |       |       |       |       |       |        |        |        |
| 25                        | Stabile | Conner Coffin (USA)        | 17    | 17    | 5     | 33    | 17    | -     | -     | -     | -     | -      | -      | 8.735  |
| 25                        | Stabile | Ezekiel Lau (US-HI)        | 17    | 5     | 17    | 17    | 17    | -     | -     | -     | -     | -      | -      | 8.735  |
| 25                        | Stabile | Lucca Mesinas (PER)        | 5     | 17    | 17    | 17    | 17    | -     | -     | -     | -     | -      | -      | 8.735  |
| 25                        | Stabile | Owen Wright (AUS)          | 17    | 33    | 17    | 5     | 17    | -     | -     | -     | -     | -      | -      | 8.735  |
| 29                        | Stabile | João Chianca (BRA)         | 9     | 17    | 17    | 17    | 17    | -     | -     | 17    | -     | -      | -      | 8.640  |
| 30                        | Stabile | Deivid Silva (BRA)         | 17    | 9     | 33    | 17    | 17    | -     | -     | -     | -     | -      | -      | 7.310  |
| 30                        | Stabile | Frederico Morais (POR)     | 17    | 17    | 9     | 17    | 17    | -     | -     | -     | -     | -      | -      | 7.310  |
| 30                        | Stabile | Imaikalani deVault (US-HI) | 33    | 17    | 17    | 9     | 17    | -     | -     | -     | -     | -      | -      | 7.310  |
| 30                        | Stabile | Leonardo Fioravanti (ITA)  | 9     | 17    | 17    | 17    | 17    | -     | -     | -     | -     | -      | -      | 7.310  |
| 30                        | Stabile | Morgan Cibilic (AUS)       | 33    | 17    | 17    | 9     | 17    | -     | -     | -     | -     | -      | -      | 7.310  |
| 35                        | Stabile | Carlos Muñoz (CRI)         | 9     | INF   | INF   | INF   | INF   | -     | 17    | -     | -     | -      | -      | 5.445  |
| 36                        | Stabile | Ryan Callinan (AUS)        | INF   | 17    | 17    | 17    | 17    | -     | -     | -     | -     | -      | -      | 5.320  |
| 37                        | Stabile | Matheus Herdy (BRA)        | -     | -     | -     | -     | -     | -     | -     | 5     | -     | -      | -      | 4.745  |
| 38                        | Stabile | Miguel Tudela (PER)        | 17    | -     | -     | -     | -     | -     | -     | 9     | -     | -      | -      | 4.650  |
| 39                        | Stabile | Michael Rodrigues (BRA)    | -     | -     | -     | -     | -     | -     | -     | 9     | -     | -      | -      | 3.320  |
| 39                        | Stabile | Rio Waida (IDN)            | -     | -     | -     | -     | -     | 9     | -     | -     | -     | -      | -      | 3.320  |
| 39                        | Stabile | Mick Fanning (AUS)         | -     | -     | -     | 9     | -     | -     | -     | -     | -     | -      | -      | 3.320  |
| 42                        | Stabile | Bryan Perez (ESA)          | -     | -     | -     | -     | -     | 17    | 17    | -     | -     | -      | -      | 2.660  |
| 42                        | Stabile | Josh Burke (BAR)           | -     | -     | -     | -     | -     | 17    | 17    | -     | -     | -      | -      | 2.660  |
| 44                        | Stabile | Josh Faulkner (RSA)        | -     | -     | -     | -     | -     | -     | -     | -     | 17    | -      | -      | 1.330  |
| 44                        | Stabile | Luke Thompson (RSA)        | -     | -     | -     | -     | -     | -     | -     | -     | 17    | -      | -      | 1.330  |
| 44                        | Stabile | Mickey Wright (AUS)        | -     | -     | -     | 17    | -     | -     | -     | -     | -     | -      | -      | 1.330  |
| 44                        | Stabile | Justin Becret (FRA)        | -     | -     | 17    | -     | -     | -     | -     | -     | -     | -      | -      | 1.330  |
| 44                        | Stabile | Billy Kemper (US-HI)       | -     | 17    | -     | -     | -     | -     | -     | -     | -     | -      | -      | 1.330  |
| 44                        | Stabile | Ivan Florence (US-HI)      | 17    | -     | -     | -     | -     | -     | -     | -     | -     | -      | -      | 1.330  |
| 50                        | Stabile | Liam O'Brien (AUS)         | INF   | INF   | INF   | INF   | INF   | -     | -     | -     | -     | -      | -      | 1.060  |
| 51                        | Stabile | Jordan Lawler (AUS)        | 33    | 33    | -     | -     | -     | -     | -     | -     | -     | -      | -      | 530    |
| 52                        | Stabile | Ben Spence (AUS)           | -     | -     | -     | -     | 33    | -     | -     | -     | -     | -      | -      | 265    |
| 52                        | Stabile | Jack Thomas (AUS)          | -     | -     | -     | -     | 33    | -     | -     | -     | -     | -      | -      | 265    |
| 52                        | Stabile | Jacob Willcox (AUS)        | -     | -     | -     | -     | 33    | -     | -     | -     | -     | -      | -      | 265    |
| 52                        | Stabile | Afonso Antunes (POR)       | -     | -     | 33    | -     | -     | -     | -     | -     | -     | -      | -      | 265    |
| 52                        | Stabile | Vasco Ribeiro (POR)        | -     | -     | 33    | -     | -     | -     | -     | -     | -     | -      | -      | 265    |
| 52                        | Stabile | Koa Smith (US-HI)          | -     | 33    | -     | -     | -     | -     | -     | -     | -     | -      | -      | 265    |

Legenda:
| Campione                     |
| Qualificazioni maschili 2023 |
| Due risultati peggiori       |

- Partecipanti come wild card, non ricevono punti per il campionato.

## Risultati del campionato femminile 2022
I punti sono assegnati utilizzando il sistema seguente:
| Posizione | 1      | 2     | 3     | 5     | 9     | 17    | INF   | ASS |
| --------- | ------ | ----- | ----- | ----- | ----- | ----- | ----- | --- |
| Punti     | 10 000 | 7 800 | 6 085 | 4 745 | 2 610 | 1 045 | 1 045 | 0   |

| Classifica                | +/-     | Atleta                          | WCT 1 | WCT 2 | WCT 3 | WCT 4 | WCT 5 | WCT 6 | WCT 7 | WCT 8 | WCT 9 | WCT 10 | Finals | Punti  |
| ------------------------- | ------- | ------------------------------- | ----- | ----- | ----- | ----- | ----- | ----- | ----- | ----- | ----- | ------ | ------ | ------ |
| 1                         | Stabile | Stephanie Gilmore (AUS)         | PAR   | 9     | 3     | 5     | 5     | 5     | 1     | 9     | 3     | 5      | 1      | 46.370 |
| 2                         | Stabile | Carissa Moore (US-HI)           | 2     | 9     | 3     | 2     | 9     | 2     | 5     | 1     | 3     | 5      | 2      | 57.670 |
| 3                         | Stabile | Johanne Defay (FRA)             | 5     | 5     | 5     | 5     | 5     | 1     | 3     | 2     | 5     | 9      | 3      | 50.220 |
| 4                         | Stabile | Tatiana Weston-Webb (BRA)       | 9     | 9     | 1     | 9     | 9     | 3     | 9     | 3     | 1     | 3      | 4      | 48.695 |
| 5                         | Stabile | Brisa Hennessy (CRI)            | 5     | 1     | 9     | 3     | 5     | 5     | 9     | 9     | 5     | 2      | 5      | 48.085 |
| 6                         | Stabile | Lakey Peterson (USA)            | 3     | 9     | 2     | 9     | 9     | 5     | 2     | 5     | 9     | 5      |        | 43.750 |
| 7                         | Stabile | Courtney Conlogue (USA)         | 17    | 9     | 5     | 3     | 3     | 9     | 5     | 9     | 9     | 1      |        | 42.100 |
| 8                         | Stabile | Tyler Wright (AUS)              | 3     | 9     | 5     | 1     | 9     | 9     | INF   | INF   | 2     | 9      |        | 39.070 |
| 9                         | Stabile | Gabriela Bryan (US-HI)          | 9     | 3     | 9     | 9     | 2     | 9     | 9     | 3     | 5     | 9      |        | 37.765 |
| 10                        | Stabile | Isabella Nichols (AUS)          | 5     | 9     | 9     | 9     | 1     | 9     | 5     | 5     | 9     | 9      |        | 37.285 |
| 11                        | Stabile | Caroline Marks (USA)            | 17    | INF   | INF   | INF   | INF   | INF   | 3     | 5     | 5     | 5      |        | 27.110 |
| 12                        | Stabile | Sally Fitzgibbons (AUS)         | 9     | 9     | 9     | 5     | 9     | 5*    | 5*    | 5*    | INF   | INF    |        | 26.810 |
| Taglio dopo metà stagione |         |                                 |       |       |       |       |       |       |       |       |       |        |        |        |
| 13                        | Stabile | Malia Manuel (US-HI)            | 5     | 2     | 9     | 9     | 9     | -     | -     | -     | -     | -      | -      | 17.765 |
| 14                        | Stabile | India Robinson (AUS)            | 9     | 5     | 5     | 9     | 9     | -     | -     | -     | -     | -      | -      | 14.710 |
| 14                        | Stabile | Molly Picklum (AUS)             | 9     | 5     | 9     | 17    | 5     | -     | -     | -     | -     | -      | -      | 14.710 |
| 16                        | Stabile | Bronte Macaulay (AUS)           | -     | 17    | 9     | 5     | 3     | 3     | -     | -     | -     | -      | -      | 14.485 |
| 17                        | Stabile | Luana Silva (BRA)               | 9     | 5     | 9     | 9     | 9     | -     | -     | -     | -     | -      | -      | 12.575 |
| 18                        | Stabile | Moana Jones Wong (US-HI)        | 1     | 17    | -     | -     | -     | -     | -     | -     | -     | -      | -      | 11.045 |
| 19                        | Stabile | Bettylou Sakura Johnson (US-HI) | 9     | 3     | 17    | 17    | 17    | -     | -     | -     | -     | -      | -      | 10.785 |
| 20                        | Stabile | Alyssa Spencer (USA)            | -     | -     | -     | 9     | -     | -     | -     | -     | -     | -      | -      | 2.610  |
| 20                        | Stabile | Bethany Hamilton (US-HI)        | 9     | -     | -     | -     | -     | -     | -     | -     | -     | -      | -      | 2.610  |
| 22                        | Stabile | Tia Blanco (USA)                | -     | -     | 17    | -     | -     | -     | 9     | -     | 9     | -      | -      | 1.045  |
| 22                        | Stabile | Mia McCarthy (AUS)              | -     | -     | -     | -     | 17    | -     | -     | -     | -     | -      | -      | 1.045  |
| WC                        | Stabile | Vahine Fierro (FRA)             | -     | -     | -     | -     | -     | -     | -     | -     | -     | 3      | -      | 0      |
| WC                        | Stabile | Sol Aguirre (PER)               | -     | -     | -     | -     | -     | -     | -     | 9     | -     | -      | -      | 0      |

Legenda:
| Campionessa                   |
| Qualificazioni femminili 2023 |
| Due risultati peggiori        |

- Partecipanti come wild card, non ricevono punti per il campionato.

## Challenger Series

### Challenger Series maschili 2022
| Gara | Evento                                              | Primo classificato  | Secondo classificato |
| ---- | --------------------------------------------------- | ------------------- | -------------------- |
| 1    | Boost Mobile Gold Coast Pro                         | Callum Robson       | Sheldon Simkus       |
| 2    | GWM Sydney Surf Pro                                 | Rio Waida           | Ryan Callinan        |
| 3    | Ballito Pro                                         | Rio Waida           | Gatien Delahaye      |
| 4    | VANS US Open of Surfing                             | Ezekiel Lau         | João Chianca         |
| 5    | EDP Vissla Pro Ericeira                             | Leonardo Fioravanti | Ryan Callinan        |
| 6    | Corona Saquarema Pro                                | Gabriel Medina      | Ramzi Boukhiam       |
| 7    | Haleiwa Challenger, at Home in The Hawaiian Islands | John John Florence  | Kanoa Igarashi       |

| Position | 1      | 2     | 3     | 4     | 5     | 7     | 9     | 13    | 17    | 25  | 37  | 49  | 73  |
| -------- | ------ | ----- | ----- | ----- | ----- | ----- | ----- | ----- | ----- | --- | --- | --- | --- |
| Punti    | 10.000 | 7.800 | 6.085 | 5.685 | 4.745 | 4.545 | 3.320 | 3.120 | 1.900 | 750 | 650 | 400 | 350 |

| Classifica              | +/-     | Atleta                     | Eventi | Eventi | Eventi | Eventi | Eventi | Eventi | Eventi | Punti  |
| Classifica              | +/-     | Atleta                     | 1      | 2      | 3      | 4      | 5      | 6      | 7      | Punti  |
| ----------------------- | ------- | -------------------------- | ------ | ------ | ------ | ------ | ------ | ------ | ------ | ------ |
| 1                       | Stabile | Leonardo Fioravanti (ITA)  | 5      | 3      | 3      | 25     | 1      | 5      | 5      | 26.915 |
| 2                       | Stabile | Ryan Callinan (AUS)        | 73     | 2      | 37     | 5      | 2      | -      | 4      | 26.030 |
| 3                       | Stabile | Rio Waida (INA)            | 25     | 1      | 1      | 49     | 17     | 25     | 33     | 22.650 |
| 4                       | Stabile | Maxime Huscenot (FRA)      | 3      | 17     | 25     | 49     | 9      | 5      | 7      | 18.695 |
| 5                       | Stabile | Ramzi Boukhiam (MAR)       | 5      | 17     | 49     | 9      | 73     | 2      | 49     | 17.765 |
| 6                       | Stabile | Michael Rodrigues (BRA)    | 17     | 9      | 9      | -      | 5      | 25     | 3      | 17.470 |
| 6                       | Stabile | Ian Gentil (US-HI)         | 9      | 37     | 73     | 9      | 3      | 5      | 49     | 17.470 |
| 8                       | Stabile | João Chianca (BRA)         | 37     | 49     | 37     | 2      | 49     | 3      | 25     | 16.235 |
| 9                       | Stabile | Liam O'Brien (AUS)         | 73     | 25     | 9      | 5      | 3      | 17     | 17     | 16.050 |
| 10                      | Stabile | Ezekiel Lau (US-HI)        | 9      | 25     | 25     | 1      | 37     | 25     | 25     | 15.770 |
| Linea di qualificazione |         |                            |        |        |        |        |        |        |        |        |
| 11                      | Stabile | Dylan Moffat (AUS)         | 5      | 9      | 17     | 49     | 5      | 17     | 49     | 14.710 |
| 12                      | Stabile | Morgan Cibilic (AUS)       | 9      | 9      | 37     | 37     | 5      | 9      | 13     | 14.705 |
| 13                      | Stabile | Jacob Willcox (AUS)        | 49     | 49     | 5      | 17     | 5      | 49     | 25     | 13.090 |
| 14                      | Stabile | Gatien Delahaye (FRA)      | 73     | 73     | 2      | 25     | 49     | 37     | 13     | 12.320 |
| 15                      | Stabile | Imaikalani deVault (US-HI) | 25     | 5      | 25     | 9      | 25     | 73     | 9      | 12.135 |
| 16                      | Stabile | Eithan Osborne (USA)       | -      | -      | 9      | 3      | 17     | 37     | 33     | 12.005 |
| 17                      | Stabile | Lucca Mesinas (PER)        | 25     | 49     | 17     | 5      | 17     | 9      | 49     | 11.865 |
| 18                      | Stabile | Joan Duru (FRA)            | -      | 25     | 25     | 25     | 9      | 3      | 49     | 10.905 |
| 19                      | Stabile | Alejo Muniz (BRA)          | 37     | 17     | 5      | 9      | 37     | 73     | 33     | 10.665 |
| 20                      | Stabile | Kanoa Igarashi (JPN)       | -      | -      | -      | 25     | 17     | -      | 2      | 10.450 |
| 21                      | Stabile | Edgard Groggia (BRA)       | 73     | 17     | 49     | 9      | 9      | 17     | 33     | 10.440 |
| 22                      | Stabile | Mateus Herdy (BRA)         | 25     | 17     | 5      | 17     | 49     | 73     | 25     | 10.245 |
| 23                      | Stabile | John John Florence (US-HI) | -      | -      | -      | -      | -      | -      | 1      | 10.000 |
| 23                      | Stabile | Callum Robson (AUS)        | 1      | -      | -      | -      | -      | -      | -      | 10.000 |
| 23                      | Stabile | Gabriel Medina (BRA)       | -      | -      | -      | -      | -      | 1      | -      | 10.000 |

Legenda
- Nota: I primi 10 classificati si qualificano per il campionato 2023

| Campionato maschile 2023 |

### Challengers Series femminili 2022
| Gara | Evento                                              | Prima classificata      | Seconda classificata    |
| ---- | --------------------------------------------------- | ----------------------- | ----------------------- |
| 1    | Boost Mobile Gold Coast Pro                         | Caitlin Simmers         | Molly Picklum           |
| 2    | GWM Sydney Surf Pro                                 | Teresa Bonvalot         | Nikki Van Dijk          |
| 3    | Ballito Pro                                         | Molly Picklum           | Macy Callaghan          |
| 4    | VANS US Open of Surfing                             | Bettylou Sakura Johnson | Macy Callaghan          |
| 5    | EDP Vissla Pro Ericeira                             | Macy Callaghan          | Caitlin Simmers         |
| 6    | Corona Saquarema Pro                                | Alyssa Spencer          | Tessa Thyssen           |
| 7    | Haleiwa Challenger, at Home in The Hawaiian Islands | Sophie McCulloch        | Bettylou Sakura Johnson |

| Position | 1      | 2     | 3     | 4     | 5     | 7     | 9     | 13    | 17    | 25    | 33  | 49  |
| -------- | ------ | ----- | ----- | ----- | ----- | ----- | ----- | ----- | ----- | ----- | --- | --- |
| Punti    | 10.000 | 7.800 | 6.085 | 5.685 | 4.745 | 4.545 | 3.320 | 3.120 | 1.900 | 1.700 | 700 | 600 |

| Classifica              | +/-     | Atleta                          | Eventi | Eventi | Eventi | Eventi | Eventi | Eventi | Eventi | Punti  |
| Classifica              | +/-     | Atleta                          | 1      | 2      | 3      | 4      | 5      | 6      | 7      | Punti  |
| ----------------------- | ------- | ------------------------------- | ------ | ------ | ------ | ------ | ------ | ------ | ------ | ------ |
| 1                       | Stabile | Bettylou Sakura Johnson (US-HI) | 3      | 33     | 5      | 1      | 3      | 9      | 2      | 29.970 |
| 2                       | Stabile | Macy Callaghan (AUS)            | 9      | 9      | 2      | 2      | 1      | -      | 13     | 28.920 |
| 3                       | Stabile | Molly Picklum (AUS)             | 2      | 17     | 1      | 5      | 3      | 33     | 7      | 28.630 |
| 3                       | Stabile | Caitlin Simmers (USA)           | 1      | 5      | 3      | 5      | 2      | -      | 25     | 28.630 |
| 5                       | Stabile | Sophie McCulloch (AUS) *        | 17     | 3      | 9      | 3      | 9      | 33     | 1      | 25.490 |
| Linea di qualificazione |         |                                 |        |        |        |        |        |        |        |        |
| 6                       | Stabile | Teresa Bonvalot (POR) *         | 17     | 1      | 9      | 33     | 9      | 3      | 3      | 25.490 |
| 7                       | Stabile | Alyssa Spencer (USA)            | 33     | 5      | 5      | 49     | 17     | 1      | 9      | 22.810 |
| 8                       | Stabile | Bronte Macaulay (AUS)           | 5      | 33     | 3      | 5      | 25     | 5      | -      | 20.320 |
| 9                       | Stabile | Nikki Van Dijk (AUS)            | 5      | 2      | 9      | 33     | 9      | -      | -      | 19.185 |
| 10                      | Stabile | Vahine Fierro (FRA)             | 25     | 17     | 9      | 9      | 5      | 5      | 17     | 16.130 |
| 10                      | Stabile | Sarah Baum (RSA)                | 25     | 5      | 25     | 49     | 5      | 9      | 9      | 16.130 |

Legenda
- Nota: Le prime 5 classificate si qualificano per il campionato 2023

- Sophie McCulloch ha vinto lo spareggio con Teresa Bonvalot sulla base delle manche vinte e si è qualificata per il campionato 2023.

| Campionato femminile 2023 |